# 陽徳郡
陽徳郡（ヤンドクぐん）は、朝鮮民主主義人民共和国平安南道に属する郡。

## 地理

### 隣接行政区
- 北 － 水洞郡（咸鏡南道）
- 東 － 川内郡（江原道）、法洞郡（江原道）
- 南 － 新坪郡（黄海北道）
- 西 － 檜倉郡、新陽郡

## 行政区域
1邑・18里を管轄する。
| - 陽徳邑（ヤンドグプ） - 巨上里（コサンニ） - 九龍里（クリョンニ） - 東陽里（トンヤンニ） - 龍巌里（リョンアムニ） - 龍坪里（リョンピョンニ） - 鳳渓里（ポンゲリ） - 士基里（サギリ） - 三渓里（サムゲリ） - 上城里（サンソンニ） | - 上信里（サンシンニ） - 樹徳里（スドンニ） - 温井里（オンジョンニ） - 雲倉里（ウンチャンニ） - 隠下里（ウナリ） - 日巌里（イラムニ） - 楸馬里（チュマリ） - 太興里（テフンニ） - 通洞里（トンドンニ） |

## 歴史

### 前近代
高麗時代の938年、陽巌鎮が設置された。983年には新たに樹徳鎮が置かれた。
朝鮮王朝初期の1396年、陽巌鎮と樹徳鎮を合わせて陽徳県が置かれ、西北面に属した。1413年以降平安道に属した。

### 近代
1895年、平壌府所属の陽徳郡となり（二十三府制）、1896年に平安南道所属となった（十三道制）。1914年、大邱面を成川郡に移管し、9面からなる陽徳郡が編成された。1943年には陽徳面が陽徳邑に昇格した。
1945年8月15日の時点で、陽徳郡には1邑6面（陽徳邑、東陽面、大倫面、温泉面、双龍面、化村面、呉江面）が存在した。

### 第二次世界大戦後
1952年12月、双龍面・化村面・呉江面が分割されて新陽郡が編成され、残る陽徳面・東陽面・大倫面・温泉面で陽徳郡が再編された（1邑22里）。
1967年には2里が新陽郡に編入された。
2003年時点で、1邑18里から構成される。

### 年表
この節の出典
- 1914年4月1日 - 郡面併合により、平安南道陽徳郡の一部(大邱面)が成川郡に編入。陽徳郡に以下の面が成立。(9面)
  - 郡内面・大倫面・温泉面・九龍面・洛川面・下龍面・上龍面・化村面・呉江面
- 1924年 - 郡内面が東陽面に改称。(9面)
- 1929年4月1日 (7面)
  - 九龍面・洛川面が合併し、陽徳面が発足。
  - 下龍面および上龍面の一部が合併し、双龍面が発足。
  - 上龍面の残部が化村面に編入。
- 1941年10月1日 - 陽徳面が陽徳邑に昇格。(1邑6面)
- 1947年 - 陽徳邑が陽徳面に降格。(7面)
- 1952年12月 - 郡面里統廃合により、平安南道陽徳郡陽徳面・大倫面・温泉面・東陽面をもって、陽徳郡を設置。陽徳郡に以下の邑・里が成立。(1邑22里)
  - 陽徳邑・龍渓一里・龍渓二里・太興里・樹徳里・平元里・松洞里・雲倉里・鳳渓里・温井里・日巌里・隠下里・巨上里・上信里・龍巌里・三渓里・上城里・東陽里・龍坪里・士基里・九龍里・通洞里・楸馬里
- 1954年 (1邑20里)
  - 龍渓一里および龍渓二里の一部が陽徳邑に編入。
  - 龍渓二里の残部が上信里に編入。
- 1967年 - 平元里・松洞里が新陽郡に編入。(1邑18里)
- 1991年 - 太興里・樹徳里の各一部が陽徳邑に編入。(1邑18里)

## 陽徳温泉文化休養地
陽徳温泉文化休養地（양덕온천문화휴양지）は北朝鮮が陽徳郡で開発したリゾート施設である。温泉施設・宿泊施設の他スキー場なども設けられている。金正恩を迎えて2019年12月7日に竣工式が行われた。2020年1月10日に営業を始めるも新型コロナウイルス感染症対策のため2月25日から休業に入っている。
施設整備には2億ドル近くもの「革命資金」が投じられた。

## 交通
- 平羅線
  - 陽徳駅 - 内洞駅 - 石湯温泉駅 - 巨次駅